# Donja Šemnica
Donja Šemnica is een plaats in de gemeente Krapina in de Kroatische provincie Krapina-Zagorje. De plaats telt 1003 inwoners (2001).